# Lepilemur hollandorum
Lepilemur hollandorum är en primat i släktet vesslemakier som förekommer på nordöstra Madagaskar. Arten skiljer sig i sina genetiska egenskaper från nära släktingar som Lepilemur mustelinus.
Vuxna exemplar är 293 till 337 mm långa (huvud och bål) och har en 268 till 294 mm lång svans. Ett exemplar vägde 990 g. På huvudet, på axlarna och på främre delen av ryggen är pälsen ljus rödgrå och den blir sedan ännu ljusare gråbrun. Ett otydligt svart mönster på huvudets topp bildar ett uppochnervänt Y. Mönstrets linje kan fortsätta på ryggens främre del. Undersidan är täckt av ljusgrå päls. De rosa öronen är synliga utanför pälsen. På svansen blir pälsen fram till spetsen mörkbrun eller svart.
Utbredningsområdet är en kuperad region i Mananara Nord District på nordöstra Madagaskar. Det är uppskattningsvis upp till 400 km² stort och ligger ungefär 300 meter över havet. Arten lever där i regnskogar.
Individerna är nattaktiva och klättrar i träd samt hoppar. Troligtvis äter de främst blad.
Beståndet hotas av skogens omvandling till odlingsmark och av jakt för köttets skull. Enligt en uppskattning från 2013 dödas cirka 6 800 exemplar per år. IUCN listar arten som akut hotad (CR).